# Kwantum (winkelketen)
Kwantum is winkelketen in woonartikelen in Nederland en België. Het bedrijf is samen met Leen Bakker onderdeel van Homefashion Group van investeerder Gilde Equity Management.  
De keten heeft 111 filialen in Nederland en België. De winkels bevinden zich veelal aan de rand van grote steden en op woonboulevards. 

## Geschiedenis
In 1976 werd in Woudenberg de eerste Kwantumwinkel geopend door ondernemer Joop Steenbergen onder de naam Kwantum Hallen. De benaming Hallen was afgeleid van de voormalige Hallen-Bioscoop in Amsterdam in welk pand een filiaal werd gevestigd, in de nabijheid van de Centrale Markthallen aan de Jan van Galenstraat. Hier was Joop Steenbergen in navolging van zijn vader werkzaam in de haringstal bij het Muiderpoortstation in Amsterdam-Oost.
Begin jaren 1970 beëindigde Joop Steenbergen de markthandel en begon een groothandel in vinyl en nylon, Vinylon. Bij de oprichting in 1976 was Kwantum Hallen bedoeld als een nieuw afzetkanaal voor de doe-het-zelfartikelen en vloerbedekkingen van Vinylon, waarmee men wilde inspelen op de concurrentie van de opkomst van de (zelfbedienings)warenhuizen. Kwantum Hallen werkte volgens de zelfbedieningsformule en bleek hierin succesvol te zijn.
In 1986 werd Kwantum Hallen verkocht aan het detailhandelsconcern Macintosh en werd de naam Kwantum Hallen verkort tot Kwantum. Het aantal vestigingen nam in de loop der decennia toe en in 2008 steeg het aantal vestigingen boven de 100. In 2010 werd de eerste vestiging in België, geopend.
De noodlijdende eigenaar Macintosh vond in november 2015 een koper voor de woonwinkelketen. Gilde Equity Management nam voor 28 miljoen euro alle Kwantumvestigingen over. De opbrengst werd gebruikt voor het aflossen van schulden. De verkoop leverde voor Macintosh een bescheiden boekwinst op van een miljoen euro.
Oprichter Steenbergen overleed in oktober 2024.

## Sponsoring
Onder de naam Kwantum Hallen-Yoko was het bedrijf tussen 1984 en 1986 sponsor van een Nederlandse professionele wielerploeg, geformeerd rondom Jan Raas. Tussen 1988 en 1991 was het bedrijf sponsor van handbalclub Blauw-Wit Neerbeek.